# Всеукраинское этнографическое общество
Всеукраинское этнографическое общество (укр. Всеукраїнське етнографічне товариство; ВУЕТ) — организация, объединившая научных работников, преподавателей вузов, студентов, учителей, краеведов для развертывания этнографической работы в Украине, созданная в марте 1928 на базе Киевского этнографического общества (основанного в 1925 году). Состояло из научной музейной и организационно-финансовой комиссии и еврейской и польской секций. На местах ВУЕТ имело отделения и этнографические кружки. На 1930 год общество объединяло более 300 членов. В работе ВУЕТ принимали активное участие В. Ганцов, М. Н. Гринченко, Н. Заглада, В. Каминский, К. В. Квитка, Е. Курило, А. Малинка, А. Онищук, Е. Рихлик, Д. М. Щербаковский и др. Главное направление работы — систематическое исследование народного быта, в частности народной архитектуры, образцов древней техники, праздничных и обрядовых обычаев, народного счёта и меры, народной медицины, быта национальных меньшинств. Проводилось также стационарное комплексное изучение с. Украинка. Результаты исследований печатали в «Записках НТШ у Львові» и собственных изданиях — «Записки Етнографічного товариства» (1925), информационном «Бюллетене» (1927-28), журнале «Быт» (1928-30). ВУЕТ издавало также программы для сбора этнографических материалов.
В начале 1930-х годов деятельность общества была прекращена.